# Шахджаханпур
Шахджаханпур (англ. Shahjahanpur, хинди शाहजहाँपुर) — город на севере Индии, в штате Уттар-Прадеш, административный центр одноимённого округа.

## История
Город был основан в 1647 году и назван в честь могольского императора Шах-Джахана.

## География
Город находится в центральной части Уттар-Прадеша, в междуречье рек Деохи и Кханаута, на высоте 143 метров над уровнем моря.
Шахджаханпур расположен на расстоянии приблизительно 140 километров к северо-западу от Лакхнау, административного центра штата и на расстоянии 265 километров к востоку-юго-востоку (ESE) от Нью-Дели, столицы страны.

## Демография
По данным официальной переписи 2011 года численность населения города составляла 327 975 человек, из которых мужчины составляли 52,8 %, женщины — соответственно 47,2 %. Уровень грамотности взрослого населения составлял 61,2 %. Уровень грамотности среди мужчин составлял 64,7 %, среди женщин — 57,3 %. 11,2 % населения составляли дети до 6 лет.
Динамика численности населения города по годам:
| 1991    | 2001    | 2011    |
| ------- | ------- | ------- |
| 243 588 | 297 932 | 327 975 |

## Экономика и транспорт
Город является значимым сельскохозяйственным центром. В окрестностях Шахджаханпура выращивают рис, пшеницу, сахарный тростник, и ячмень. Также на территории города расположены предприятия химической и сахарной промышленностей. Развито ковроткачество.

Сообщение Баллии с другими городами Индии осуществляется посредством железнодорожного и автомобильного транспорта. Ближайший аэропорт расположен в городе Барейлли.